# Mignon (Gedicht)

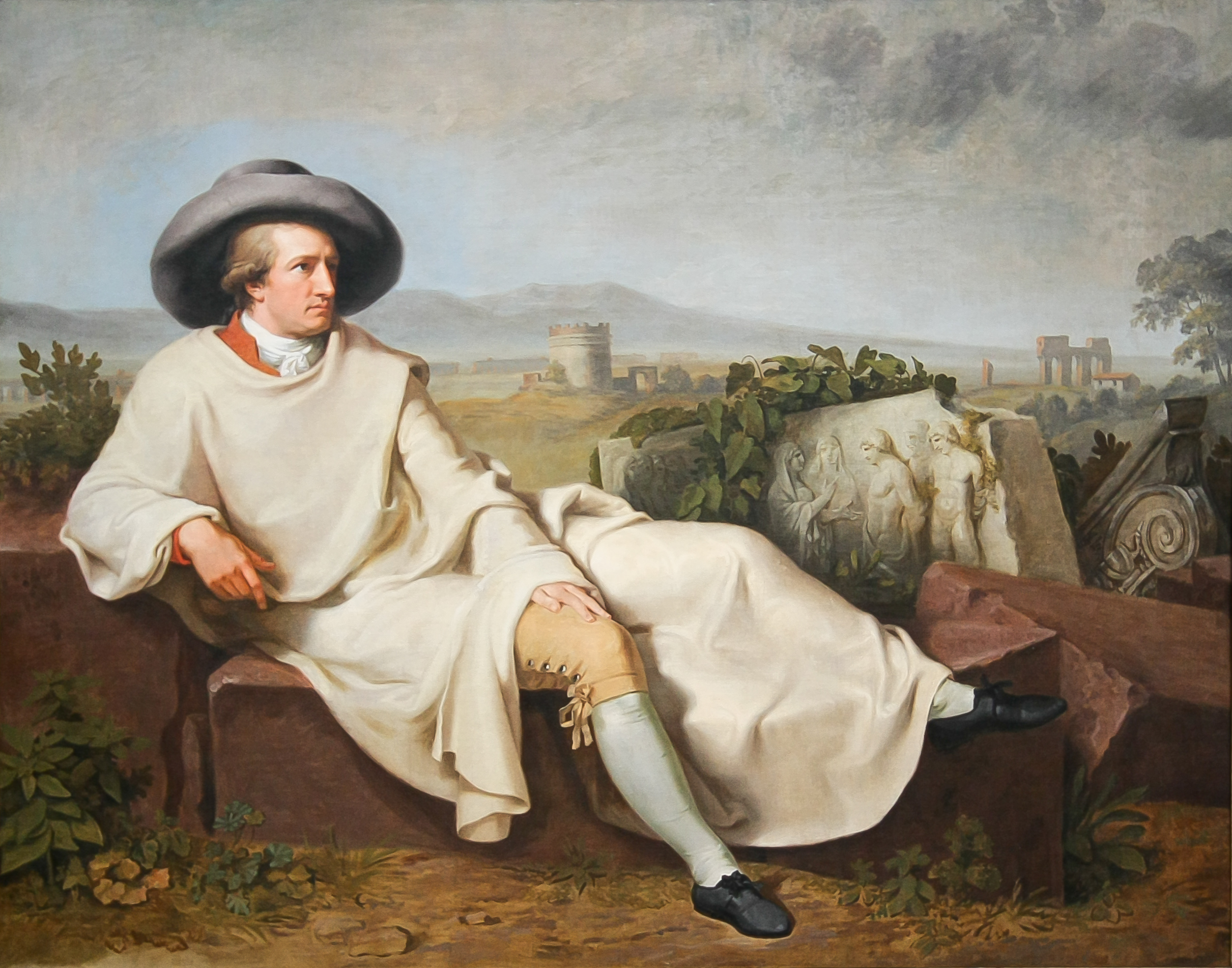
Goethe in der Campagna von Johann Heinrich Wilhelm Tischbein, 1787

Mignon (Kennst du das Land, wo die Zitronen blühn?) ist der Titel eines Gedichts von Johann Wolfgang von Goethe, das zuerst in Wilhelm Meisters theatralischer Sendung und später in den Lehrjahren gedruckt wurde. Es gehört zu den berühmtesten Gedichten deutscher Sprache und besingt die unter Deutschen verbreitete Italiensehnsucht. Die eingängigen und schönen Verse regten bereits zu Lebzeiten Goethes Umdichtungen, Anspielungen und Parodien an und wurden vielfach vertont.

## Form und Inhalt
Der Rhythmus der ersten vier Verse jeder Strophe ist durch den gleichmäßigen Jambischen Fünfheber geprägt. Die Struktur des mit zwei Paarreimen beginnenden Reimschemas erscheint übersichtlich. Dieser Gleichlauf wird in den zwei folgenden Zeilen mit der plötzlichen Frage „Kennst Du es wohl?“ und dem Anruf „Dahin!, Dahin“ unterbrochen und schwingt in einem abschließenden, ebenfalls fünfhebigen Vers aus, dem Wunsch Mignons, mit ihrem „Geliebten“, „Beschützer“ und „Vater“ in das ersehnte Land zu ziehen.
Das Gedicht lautet:
Kennst du das Land, wo die Zitronen blühn,

Im dunkeln Laub die Goldorangen glühn,

Ein sanfter Wind vom blauen Himmel weht,

Die Myrte still und hoch der Lorbeer steht,

Kennst du es wohl? 

Dahin! Dahin 

Möcht’ ich mit dir, o mein Geliebter, ziehn!

Kennst du das Haus? auf Säulen ruht sein Dach,

Es glänzt der Saal, es schimmert das Gemach,

Und Marmorbilder stehn und sehn mich an:

Was hat man dir, du armes Kind, getan?

Kennst du es wohl? 

Dahin! Dahin 

Möcht’ ich mit dir, o mein Beschützer, ziehn.

Kennst du den Berg und seinen Wolkensteg?

Das Maultier sucht im Nebel seinen Weg,

In Höhlen wohnt der Drachen alte Brut,

Es stürzt der Fels und über ihn die Flut:

Kennst du ihn wohl? 

Dahin! Dahin

Geht unser Weg; o Vater, laß uns ziehn!

## Entstehung und Veröffentlichung

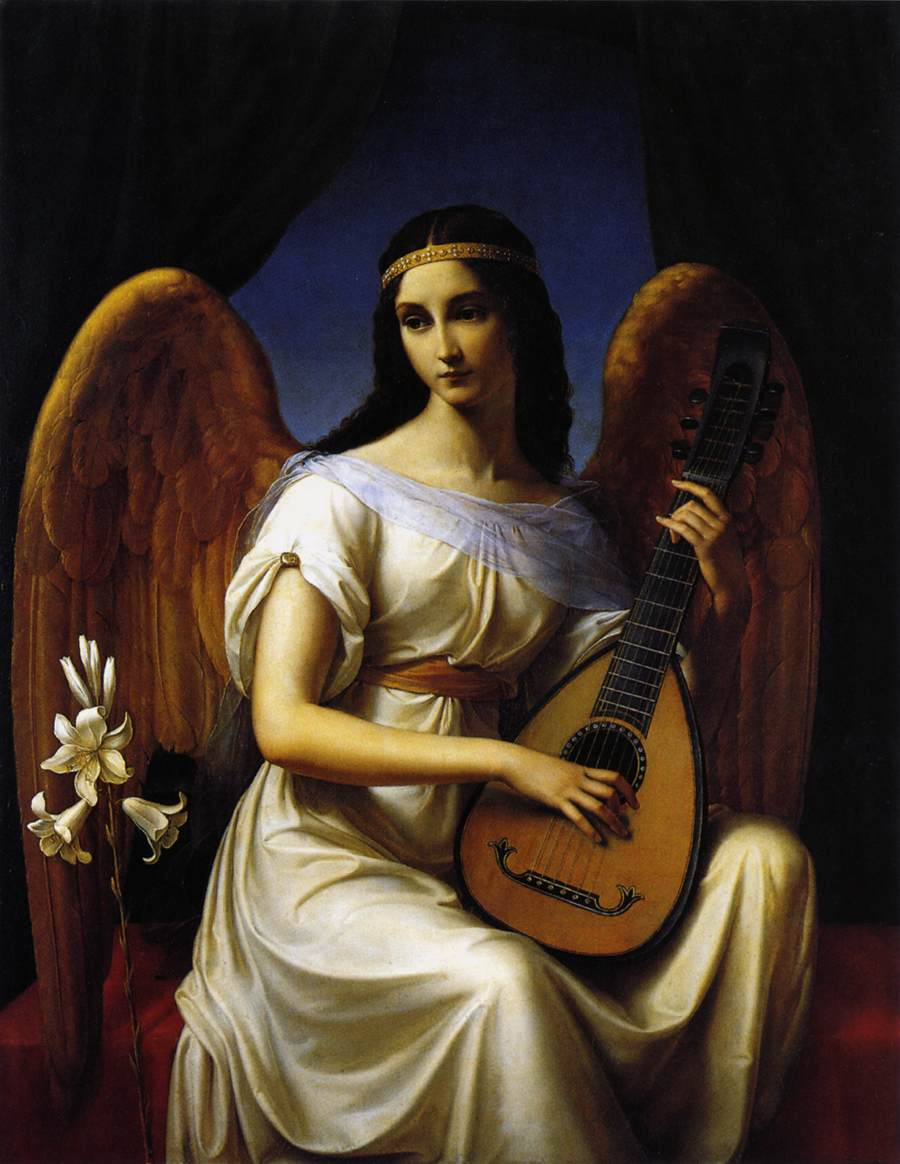
Mignon mit den Zügen der Schauspielerin Constanze Le Gaye, Gemälde von Wilhelm von Schadow, 1828

Das Lied eröffnet das dritte Buch der Lehrjahre, erschien aber bereits in Wilhelm Meisters theatralischer Sendung. Zu Mignons Gedenken erklingt es erneut in den Wanderjahren, in denen der Protagonist erstmals in ihre Heimat am Lago Maggiore pilgert, die als Reich der Kunst und Poesie vorgestellt wird.
Es entstand vor Goethes Italienreise und gehört den ersten Arbeitsphasen des Romans an. Da Goethe von November 1782 an etwa ein Jahr am vierten Buch der Theatralischen Sendung arbeitete, dürfte das Gedicht in dieser Zeit entstanden sein. Gegenüber der späteren Texterfassung zeigen sich dort mit den Wendungen „im grünen Laub“ der zweiten sowie „...und froh der Lorbeer“ der vierten Zeile Abweichungen. Goethe ersetzte zudem dreimalige „Gebieter“ im Refrain durch „Geliebter“, „Beschützer“ und „Vater“ und spielt so auf das komplexe Verhältnis zwischen Wilhelm und dem Mädchen an.
Neben Kennst du das Land... schrieb Goethe noch drei weitere Mignon-Lieder, die in Wilhelm Meisters Lehrjahre jeweils ohne Titelüberschriften erschienen. Weil die Verse sehr beliebt waren, nahm er sie in die Werkausgabe von 1815 auf, wählte aber eine andere Reihenfolge. Während er die drei Lieder Heiß mich nicht reden (Herbst 1782), Nur wer die Sehnsucht kennt (20. Juni 1785) und So laßt mich scheinen (1795/96) neben denen des Harfenspielers in das Kapitel Aus Wilhelm Meister aufnahm, eröffnete er mit Kennst Du das Land ... unter dem Titel Mignon die Abteilung Balladen, was Übergänge zwischen den Formen und Gattungsbestimmungen erkennen lässt. 
Da So laßt mich scheinen in der Theatralischen Sendung fehlt, ist es vermutlich erst entstanden, als Goethe das achte Buch der Lehrjahre schrieb. Stilistisch erinnert es an die Gedichte nach der italienischen Reise und nicht die der ersten Jahre in Weimar.

## Hintergrund und Rezeption
Nach Wilhelms Angaben singt Mignon das Lied auf Italienisch, so dass er nicht alle Worte verstehen kann. Er hört es zunächst vor seiner Tür und schreibt es dem Harfenspieler zu, bis er die Töne einer Zither und Mignons Stimme vernimmt. Er lässt sie in sein Zimmer, wo sie ihm das Lied erneut vorträgt, die Strophen wiederholt und erklärt, so dass er sie aufschreiben und ins Deutsche übersetzen kann, wobei indes die „Originalität der Wendungen“ und die „kindliche Unschuld des Ausdrucks“ verlorengehen.
Mignon gilt als Inbegriff deutscher Lyrik und gehört zu den am häufigsten vertonten Gedichten Goethes. Zählt man für Über allen Gipfeln mehr als 200 und für Der du von dem Himmel bist mehr als 150 Vertonungen, liegen für Mignon etwa 100 Kompositionen vor. Die Reihe der Komponisten reicht etwa von Ludwig van Beethoven, Franz Schubert, Carl Friedrich Zelter, Robert Schumann, Franz Liszt, Louis Spohr, Peter Tschaikowski, Hugo Wolf bis zu Anton Rubinstein und Johann Strauss, der sich mit dem Titel seines Walzers Wo die Zitronen blühen erkennbar auf das Gedicht bezog.
Die beliebten Verse regten zu zahlreichen Umdichtungen, Anspielungen und Parodien an, die häufig zeitgebunden waren und den politischen Wunsch nach alternativen Zuständen paraphrasierten. Sie verlaufen von Joseph von Eichendorffs „Italien, wo die Pomeranzen wachsen“ (Aus dem Leben eines Taugenichts) über Erich Mühsams Mignon 1925 und Erich Kästners Kennst Du das Land, wo die Kanonen blühn? von 1927 bis in die Gegenwart, in der die Zeilen weiterhin Standardfloskeln der Italiensehnsucht sind.

## Deutungen
Die vier Mignon-Lieder verdanken ihre Popularität auch dem rätselhaften und androgynen Wesen der jungen, von Wilhelm freigekauften Sängerin Mignon. Sehnsüchtig von Liebe und Heimat singend, Tod und Schicksal andeutend, vertiefen sie die Bedeutungsebene des epischen Vortrags.
Zunächst ziehen die Bilder des ersehnten Landes mit seinen Früchten und Farben vorüber, seinem Licht und sanften Wind, beleuchten dann typische Elemente der Baukunst und zeigen schließlich Gefahren und unheimliche Bedrohungen des nebligen Berges in der dritten Strophe. Die im zweiten Vers anklingenden Säulen und Marmorbilder besang Goethe etwas später in den Römischen Elegien; die dritte Strophe deutet auf die Schwierigkeiten der Alpenüberquerung, von der Goethe aus eigener Anschauung berichten konnte, hatte er doch vom Gotthardpass aus zweimal nach Italien geblickt, war dann aber wieder umgekehrt.
Die zweite Strophe überrascht mit einer persönlichen Note, die sich unter die Motive und Bilder mischt und einen geheimnisvollen Zusammenhang andeutet: „Und Marmorbilder stehn und sehn mich an: / Was hat man dir, du armes Kind, getan?“
Mehrfach griff Goethe diese Nuance im Verlauf des Romans wieder auf, um den kurzen Lebens- und Leidensweg Mignons zu spiegeln, etwa als Wilhelm sich an die „mitleidigen Marmorbilder in Mignons Lied“ erinnert, der Marchese nach Mignons Tod von den „Säulen und Statuen“ spricht oder berichtet wird, wie das Kind sich nach längerem Ausbleiben „unter die Säulen des Portals vor einem Landhause“ zu setzen pflegte, auf den Stufen ausruhte oder im Saal die Statuen betrachtete.
Peter von Matt erscheint das Lied geordneter, als es tatsächlich ist, und von einer vordergründigen Regelmäßigkeit geprägt, die bald in bedrohliche Ambivalenz übergeht. Mit den Parallelen und Wiederholungen, dem dreifachen Anwachsen der Fragen, die unbeantwortet bleiben und denen nur Leerstellen auf dem Papier folgen, sowie dem präzise geplanten Schluss könne es in jedem Lehrbuch der Rhetorik stehen. Die betörend schöne Landschaft der ersten Strophe sei eine Zukunftsvision Mignons von sich als erwachsene Frau, die sich ihres Geliebten sicher sei. Der antike Sinn der Bilder in der vierten Zeile erschließe sich mit Blick auf die griechische Mythologie: Die Myrte stehe dem männlichen Lorbeer gegenüber; als Pflanze Aphrodites sei sie der keuschen Artemis verhasst und deute auf das Ende der Jungfräulichkeit.
Ein dramatischer Bezug dazu zeigt sich ihm in der dritten Strophe, die mit ihren Bildern auf gefährliche Rituale und Initiationen deutet, mit denen in archaischen Gesellschaften der rechtliche Aufstieg in die Welt der Erwachsenen verbunden war. Mussten dort Jugendliche gefährliche Proben bestehen, in Wasser getaucht, in der Wildnis ausgesetzt oder symbolisch von einem Ungeheuer verschlungen werden, zeigt sich hier der Pfad über den Gotthard als zweite Geburt: Mignon sucht aus ihrem Leiden den Übergang in ein neues und vollkommenes Dasein.
Als Frucht der inzestuösen Beziehung des Harfners mit seiner Schwester Sperata ist das Mädchen nach Auffassung Bernd Hamachers moralisch stigmatisiert und verkörpert wie sein Vater die Poesie, die im Getriebe der modernen Gesellschaft keinen Funktionswert hat.